# Wake of the Flood
Wake of the Flood je šesté studiové album americké rockové skupiny Grateful Dead, poprvé vydané 15. října 1973. Jedná se o první album, které vyšlo u vydavatelství Grateful Dead Records.

## Seznam skladeb
| Pořadí | Název                                                | Autor                            | Délka |
| ------ | ---------------------------------------------------- | -------------------------------- | ----- |
| 1.     | Mississippi Half-Step Uptown Toodeloo                | Hunter, Garcia                   | 5:45  |
| 2.     | Let Me Sing Your Blues Away                          | Hunter, Godchaux                 | 3:17  |
| 3.     | Row Jimmy                                            | Hunter, Garcia                   | 7:14  |
| 4.     | Stella Blue                                          | Hunter, Garcia                   | 6:26  |
| 5.     | Here Comes Sunshine                                  | Hunter, Garcia                   | 4:40  |
| 6.     | Eyes of the World                                    | Hunter, Garcia                   | 5:19  |
| 7.     | Weather Report Suite 1. Prelude 2. Part I 3. Part II | Weir Weir, Anderson Barlow, Weir | 12:53 |

## Sestava

### Grateful Dead
- Jerry Garcia - kytara, pedálová steel kytara, zpěv
- Bob Weir - kytara, zpěv
- Keith Godchaux - klávesy, zpěv
- Donna Jean Godchaux - zpěv
- Phil Lesh - baskytara
- Bill Kreutzmann - bicí

### Hosté
- Vassar Clements - housle
- Matthew Kelly - harmonika
- Bill Atwood - trubka
- Joe Ellis - trubka
- Martín Fierro - altsaxofon, tenorsaxofon
- Sarah Fulcher - zpěv
- Frank Morin - tenorsaxofon
- Pat O'Hara - pozoun
- Doug Sahm - bajo sexto
- Benny Velarde - perkuse